# Tóth Bálint Péter
Tóth Bálint Péter (Budapest, 1985 –) kétszeres Babits Mihály műfordítói ösztöndíjas magyar műfordító, középiskolai angol- és történelemtanár.

## Élete, munkássága
Szülei: Tüskés Tünde szalmafonó népi művész, középiskolai angoltanár és Tóth István mikrobiológus. 1998–2003 között a budapesti Németh László Gimnáziumban tanult. 2003–2009 között a budapesti Eötvös Loránd Tudományegyetem történelem–angol nyelv és irodalom szakos hallgatója. 2009-ben angol–történelem középiskolai tanári diplomát szerzett. Nős, négy gyermek édesapja. Néhány évig a Karinthy Frigyes Gimnázium angol- és történelemtanára.
2006-tól jelennek meg műfordításai folyóiratokban és 2011-től kötetekben, főként kortárs angol és amerikai szerzők regényeit fordítja magyarra a General Press és más kiadóknak, s emellett kritikákat ír. 2022-ben és 2024-ben Babits Mihály műfordítói ösztöndíjat kapott.